# Chiesa di San Giacomo Maggiore Apostolo e Sant'Alessandro Martire
La chiesa di San Giacomo Maggiore Apostolo e Sant'Alessandro Martire è il principale luogo di culto cattolico di Lepreno, frazione di Serina, in provincia e diocesi di Bergamo; fa parte del vicariato di Selvino-Serina, è Chiesa Madre di tutta la Valle Serina.

## Storia
Una scritta che anticamente era posta all'ingresso dell'edificio citava: “[…] questo sacro tempio venne fondato nell'anno 90 dopo Cristo, quindi più volte restaurato ed ampliato, nel 1686 prese la forma attuale”. La citazione è sicuramente errata perché nessuna chiesa fu edificata prima dell'editto di Costantino, però indica la presenza molto antica di un edificio di culto sul territorio di Lepreno.
La chiesa primitiva fu edificata nel XII secolo con l'autorizzazione di papa Clemente III del 1190. Risulta indicata nell'elenco "nota ecclesiarum", ordinato da Bernabò Visconti nel 1360, per portare a conoscenza i benefici delle chiese e dei monasteri della bergamasca e poter nominando di ogni beneficio il titolare e stabilire i censi da versare alla chiesa romana e alla famiglia Visconti di Milano. Il documento indica la chiesa con due benefici e inserita nella pieve di San Giovanni di Dossena. Indicata come chiesa matrice dal vescovo Giovanni Barozzi nel libro censuale del 1464.
Nel 1565 furono istituiti i vicariati foranei voluti dal vescovo Federico Corner con il II sinodo diocesano che faceva seguito al primo sinodo provinciale, e la chiesa dei santi Giacomo e Alessandro fu inserita nella pieve di Dossena.
La comunità di Lepreno fu visitata dall'arcivescovo di Milano san Carlo Borromeo durante la sua visita diocesana nella bergamasca, il 28 settembre 1575. Dalla relazione si evince che la comunità cittadina era molto piccola e aveva il giuspatronato sulla chiesa stipendiando direttamente il curato mercenario che era incaricato anche di celebrare le messe nella chiesa dei Santi Rocco e Sebastiano di Serina. Vi erano cinque altari di cui quello maggiore era retto dalla scuola del Santissimo Sacramento, e la pia confraternita della Misericordia di Bergamo. Dalla relazione della visita pastorale del vescovo san Gregorio Barbarigo del 1659 si deduce che vi era un solo parroco mercenario e la scuola del Santissimo Sacramento che gestiva l'altare maggiore, la pia congregazione della Misericordia e era sempre inserita nella pieve di Dossena.
La chiesa probabilmente con il tempo, non rispondeva più alle necessità dei vicini, e nel 1592 fu completamente ricostruita.
Nel 1666 la chiesa fu inserita nel “Sommario delle chiese di Bergamo”, elenco redatto dal cancelliere della curia vescovile Giovanni Giacomo Marenzi e indicata sempre con l'intitolazione dei santi San Giacomo apostolo e di Sant'Alessandro martire, appartenente alla pieve di Dossena, e le congregazioni del Santissimo Sacramento e della dottrina cristiana che reggevano i quattro altari.. 
Il vescovo di Bergamo Giovanni Paolo Dolfin visitò la chiesa il 21 giugno 1780, dagli atti si evince che nella chiesa vi erano le scuole del Santissimo Sacramento e della dottrina cristiana e che la vicina stipendiava il curato mercenario.
La chiesa fu oggetto di grandi interventi di restauro documentati nei diversi secoli, già nel 1686, e successivamente nel 1790 e nel 1867.
Nel 1911 la chiesa fu restaurata su progetto di Giuseppe Locatelli, con la realizzazione di nuovi decori nel 1938. Il vescovo di Bergamo Adriano Bernareggi, consacrò nel 1944 l'altare donando le reliquie dei santi titolari la chiesa che furono sigillate nella nuova mensa. Il Novecento fu, per l'edificio, oggetto di continui lavori di restauro e ammodernamento con la posa del nuovo altare rivolto verso il popolo, realizzato con le balaustre marmoree che delimitavano la zona del presbiterio e rispondente all'adeguamento liturgico delle chiese.
Con decreto del 27 maggio 1979 del vescovo di Bergamo Giulio Oggioni, la chiesa fu inserita nel vicariato locale di Selvino-Serina.

Altare maggiore

## Descrizione

### Esterno
L'edificio di culto dal classico orientamento liturgico con abside a est, è posizionato sul confine del paese ed è anticipato dal sagrato con pavimentazione in lastre di pietra. La facciata è divisa in cinque campate da lesene complete di un alto basamento che reggono la cornice. I due settori laterali sono leggermente arretrati e presentano due finestre con inferriate atte a illuminare l'aula. La cornice divide la facciata su due ordini, e i settori laterali raggiungono solo l'ordine inferiore. L'ingresso principale è posto nel settore centrale e ha contorno in muratura. L'ordine superiore si compone di sole tre sezioni divise da lesene e ha una grande apertura rettangolare. Le lesene reggono il frontone compreso il timpano triangolare.

### Interno
L'interno a tre navate suddivise da archi poggianti su lesene in stucco con alto basamento e coronate da capitelli corinzi in sette campate di cui la prima e l'ultima a forma curva sono di raccordo tra le parti dove sono poste le cantorie lignee e decorate. La navata centrale di misura maggiore ha volta a botte. Il battistero è presente a destra della prima campata. La seconda e la quarta campate sono dedicate agli ingressi laterali e ai locali di deposito e la terza è zona penitenziale con i confessionali ligneo. Due altari sono posti nella quinta navata, a sinistra intitolato alla Madonna del Santo Rosario e corrispondente a destra a san Luigi Gonzaga.

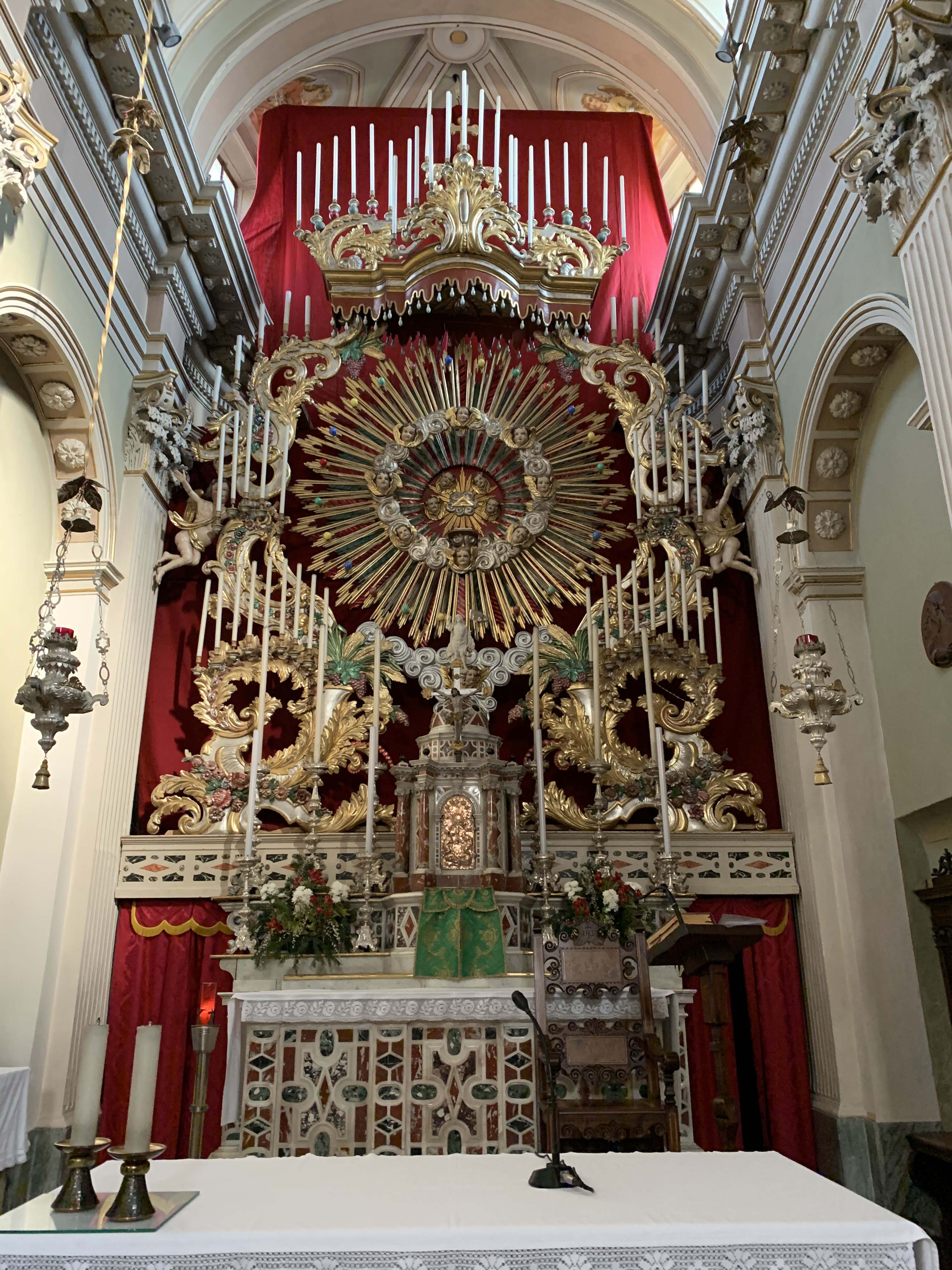
Antica macchina del triduo

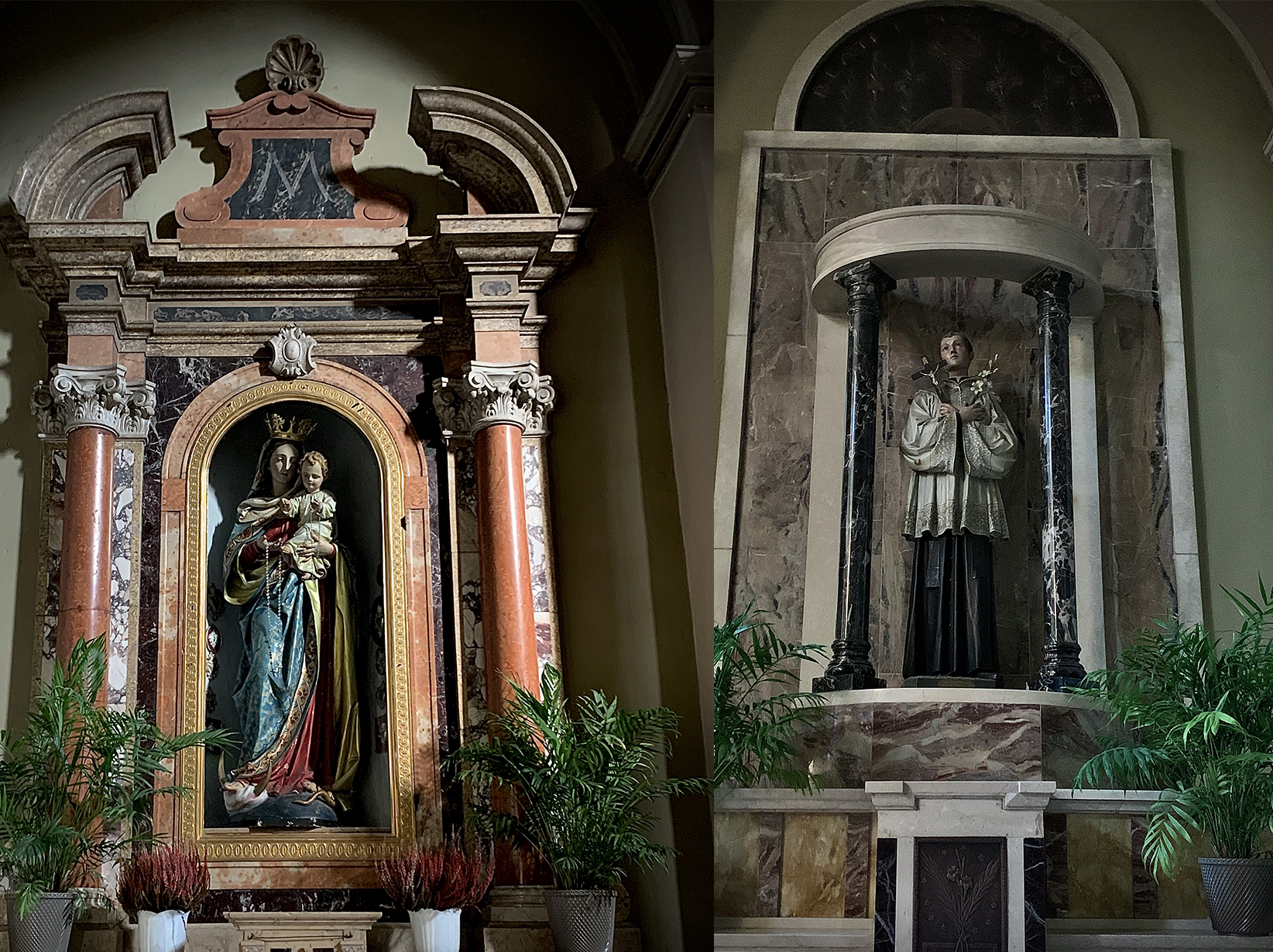
Altari laterali intitolati alla Beata Vergine del Rosario e a san Luigi Gonzaga

La zona del presbiterio anticipata dall'arco trionfale e a pianta rettangolare ha volta a botte e termina con il coro absidale con volta a catino. L'altare maggiore è pure di notevole interesse, è in marmi policromi a piccole riquadrature. Lo donò a Lepreno certo Antonio Pagani, che lo acquistò a Genova da nave inglese e lo spedì alla sua parrocchia nativa, in dodici casse. L'altare rivolto verso la navata, è un recupero delle balaustre in marmo bianco e marmi policromi che delimitavano il presbiterio.

Croce astile del XV Sec.

Nella chiesa si conservano opere di particolare valore. 

Di rilievo è la croce astile in niello su lamina argentata e dorata impressa a minuti disegni in stile rinascimentale. Ha bracci con aggetti di palline e terminati in formelle quadrilobate con busti a rilievo quasi intero. Nel retto appare l'Annunciazione, il pellicano, Maria Maddalena, Maria Cleofe e all'incrocio il crocifisso. Nel verso sono scolpiti i quattro simboli degli Evangelisti nell'incrocio la statuetta della vergine col Bambino. Nella parte inferiore v'è una palla dove sono posti quattro tondi istoriati raffiguranti i santi titolari della chiese di Serina. È alta cm. 92 e larga cm. 50. 

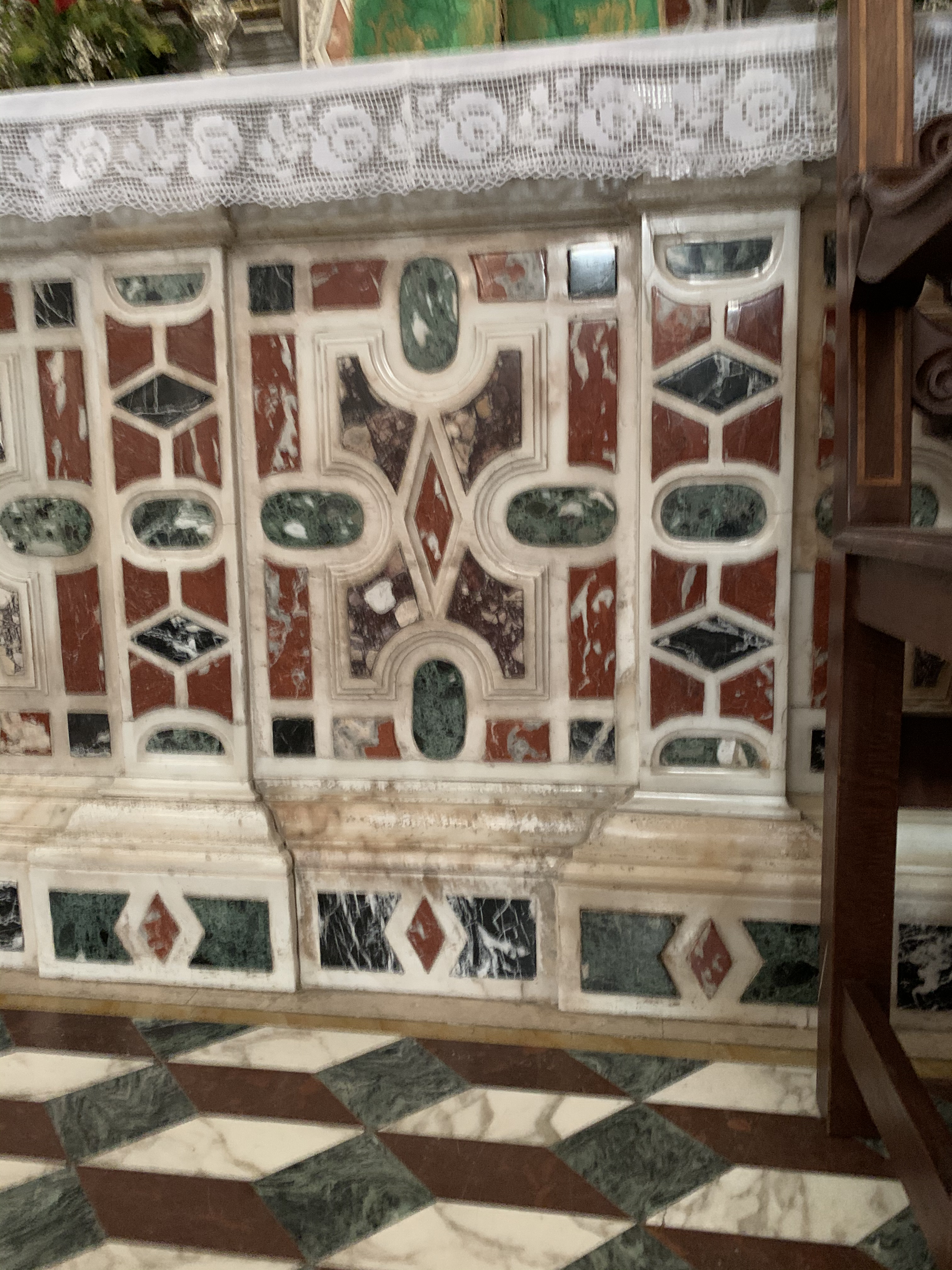
Particolare dell'altare maggiore in marmi policromi

È Sentita in modo speciale la devozione ai morti. Da questo offerte ne vengono copiosi suffragi e un devotissimo Triduo nei primi giorni di febbraio di ogni anno. L'antica macchina del triduo è opera del XVII Sec. È interamente in legno e viene illuminato con circa 65 candele. Il raggio centrale è composto da dodici angeli che circondano il pulpito dove durante la funzione viene esposto l'eucarestia, simboleggiata dall'uva e dal grano. Alla base troviamo molti fiori che simboleggiano la vita.
La chiesa ospitava il trittico opera del Cinqucento di Francesco di Simone da Santacroce conservato nella pinacoteca dell'Accademia Carrara.